# Карачаєвський район
Карачаєвський район (карач.-балк. Къарачай район, кабард. Къэрэшей къедзыгъуэ
, абаз. Къарча район) - адміністративний район у складі Карачаєво-Черкеської Республіки.
Адміністративний центр - місто Карачаєвськ (не входить до складу району).

## Географія

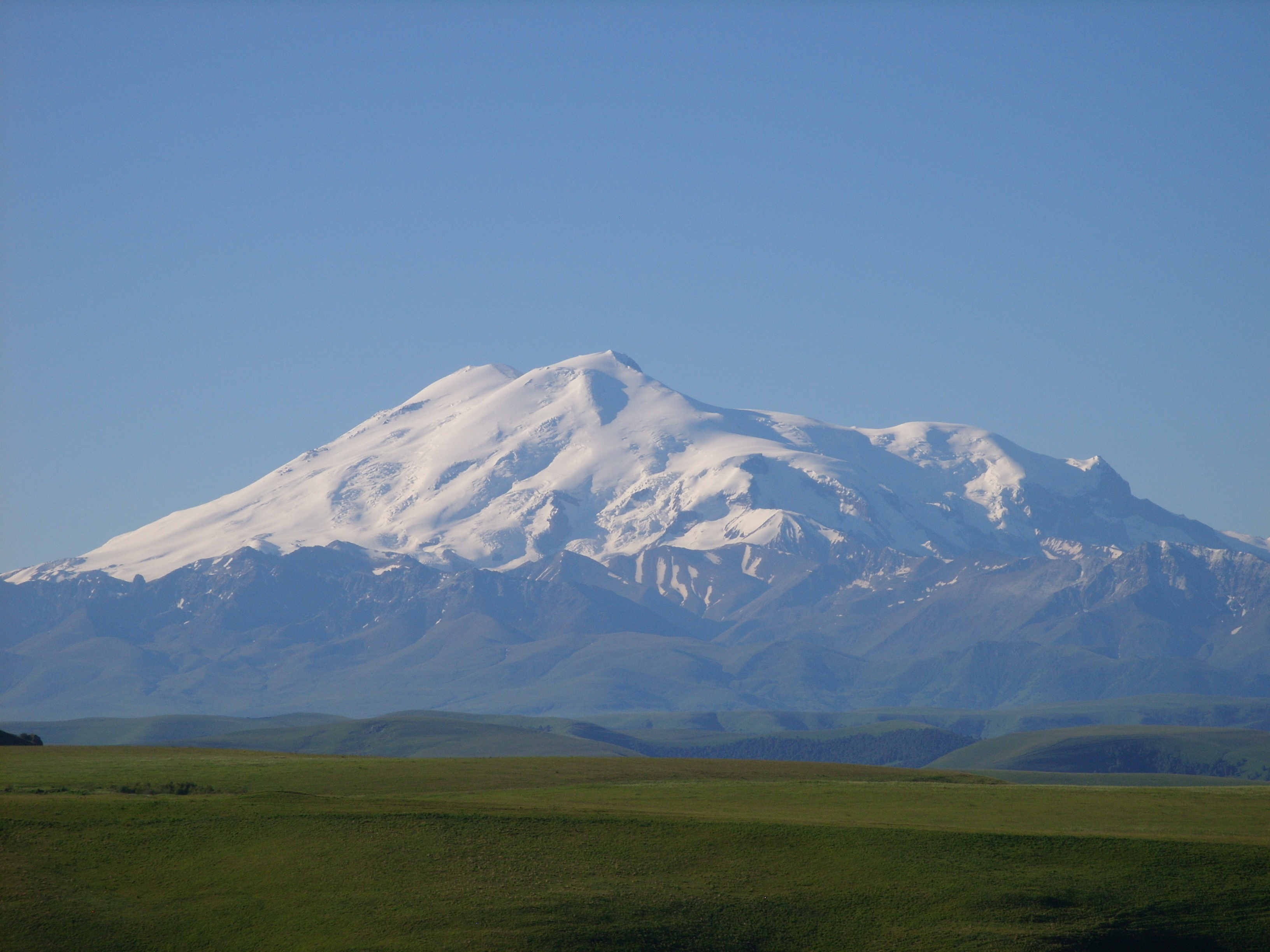
Вид на Ельбрус з перевалу Гумбаши (з наближенням)

Площа району - 3916 км². Район розташований в гірській частині республіки між Головним Кавказьким і Скелястим хребтами. Найвища точка - західна вершина гори Ельбрус (5642 м), на території району також розташована вершина Домбай-Ульген - найвища точка Західного Кавказу.

## Історія
В результаті скасування  Карачаєвської автономної області в 1943 році два райони скасованої області (Микоянівський і Учкуланський), які приблизно відповідали нинішньому Карачаївський району, були передані до складу Грузинської РСР, де утворили Клухорський район.
14 березня 1955 року Указом Президії ВР СРСР до складу краю з Грузинської РСР переданий Клухорський район.
12 січня 1957 року Клухорський район перейменований в Карачаєвський район 
12 січня 1957 року Черкеська автономна область була перетворена в Карачаєво-Черкеську АО у складі Ставропольського краю. Їй були також передані Зеленчуцький, Карачаєвський і Усть-Джегутинський райони Ставропольського краю .
Після створення в 1957 році Карачаєво-Черкесії під іназвою Карачаєвський район увійшов до складу цієї автономної області.

## Населення
Населення - 32 003 осіб. 85,7 % - карачаєвці.